# Pengdong
Pengdong (kinesiska: 蓬东) är en socken i sydvästra Kina. Den ligger i stadsdistriktet Qianjiang i storstadsområdet Chongqing, omkring 220 kilometer öster om det centrala stadsdistriktet Yuzhong. Antalet invånare är 6 066. Befolkningen består av 2 969 kvinnor och 3 097 män. Barn under 15 år utgör 24,0 %, vuxna 15-64 år 64 %, och äldre över 65 år 11,0 %.